# 肯特 (堪薩斯州)
肯特（英語：Kent）是位於美國堪薩斯州里諾縣的一個鬼鎮。

## 地理
肯特所處的海拔為高於海平面457米（即1499英呎），而該地所採用的時區為UTC-6，即北美中部時區（CST）。同時該地設有夏令時間，為UTC-6調快一小時，即UTC-5（CDT）。